# Patagonomyrmex angustus
Patagonomyrmex angustus (лат.) — вид муравьёв из подсемейства Мирмицины (Myrmicinae).

## Распространение
Южная Америка, Патагония: юге Аргентины и юг Чили.

## Описание
Мелкие муравьи чёрного или коричневого цвета (длина рабочих около 5 мм), внешне похожи на Pogonomyrmex и мирмик (Myrmica). Мономорфные, длина головы рабочих от 0,97 до 1,32 мм, ширина HW от 0,81 до 1,16 мм, длина скапуса усиков SL 0,78 мм до 1,00 мм. Имеют выпуклый клипеус, недоразвитый псаммофор, гладкий верх петиоля и постпетиоля, формула щупиков 5,4. Усики рабочих и самок 12-члениковые с 4-члениковой булавой (13 у самцов и без булавы). Мандибулы с 6 зубцами. Стебелёк между грудкой и брюшком состоит из двух члеников: петиолюса и постпетиолюса (последний четко отделен от брюшка), жало развито, куколки голые (без кокона). Близкие виды Patagonomyrmex laevigatus (Santschi, 1921) и Patagonomyrmex odoratus (Kusnezov, 1949) отличаются гладкими переднеспинкой и среднеспинкой и окраской.

## Систематика
Вид был описан в 1870 году австрийским мирмекологом Густавом Майром под первоначальным названием Pogonomyrmex angustus Mayr, 1870. Ранее включали в состав родов Pogonomyrmex (из бывшей его видовой группы angustus-group) и Ephebomyrmex. В 2016 году выделен в род Patagonomyrmex.
- Рабочий сверху
- Голова рабочего
- Крылатая самка сверху
- Голова самки